# Swapa
Die Swapa (russisch Свапа, Свопа (Swopa)) ist ein rechter Nebenfluss des Seim in den russischen Oblasten Orjol und Kursk.
Die Swapa entspringt am Rande der Mittelrussischen Platte in der Oblast Orjol.
Sie fließt anfangs in westlicher, später in südsüdwestlicher Richtung in die Oblast Kursk und mündet schließlich in den nach Westen strömenden Seim, ein linker Nebenfluss der Desna.
Am Flusslauf liegt das Rajon-Verwaltungszentrum Dmitrijew-Lgowski.
Die Swapa hat eine Länge von 197 km. Sie entwässert ein Areal von 4990 km².
Die Swapa wird hauptsächlich von der Schneeschmelze gespeist.
Der mittlere Abfluss 75 km oberhalb der Mündung beträgt 16,7 m³/s.
Der Fluss gefriert im November / Dezember.
Im März / Mitte April wird der Fluss gewöhnlich wieder eisfrei.